# Sat
 Ovo je glavno značenje pojma Sat. Za druga značenja pogledajte Sat (razdvojba).
Sat (simbol: h) jest mjerna jedinica za vrijeme. Sat nije SI jedinica, ali prihvaćena je njegova uporaba uz jedinice SI sustava.

## Definicija
Jedan sat sastoji se od 60 minuta koje se sastoje od 60 sekundi, pa se da reći da se jedan sat sastoji od 3600 sekundi. To jest: 1 h = 60 minuta= 3600 sekundi.

## Povijest
Sat je prvi put definiran u starom Egiptu kao 1/24 dana, prema njihovom brojevnom sustavu (baziranom na brojanju zglobova na prstima obje ruke).
Moderna definicija sata je mjerna jedinica za vrijeme jednaka 60 minuta ili 3600 sekunda. Sat je približno jednak 1/24 srednjeg Sunčevog dana na Zemlji.
Ranije definicije sata:
Dvanaestina vremena od izlaska do zalaska Sunca
Prema ovoj definiciji, ljetni su sati bili duži, a zimski kraći. Dužina sati je, osim o zemljopisnoj širini, ovisila čak i o vremenskim prilikama (koje utječu na atmosferski indeks refrakcije, a time i na vremena izlaska i zalaska Sunca). Ovi se sati zbog toga ponekad nazivaju nejednaki sati.
Stari Rimljani i Grci slijedili su ovu definiciju i podijelili noć u 3 ili 4 smjene. Kasnije je i noć podijeljena u 12 dijelova.
Satni mehanizam koji je pokazivao ovo vrijeme morao se svaki dan podešavati (npr. mijenjanjem duljine njihala) ili je morao pokazivati položaj Sunca na ekliptici (vidi Praški astronomski sat).
Dvadesetčetvrti dio prividnog sunčevog dana
Sunčev dan je period između dva podneva, dva zalaska Sunca i slično. Kao posljedica ovakvog definiranja sata, sati su se vrlo polako mijenjali tijekom godine, s promjenama trajanja prividnog sunčevog dana kroz godinu. Satni mehanizam je trebalo podešavati nekoliko puta na mjesec. 
Dvadesetčetvrti dio srednjeg sunčevog dana
Kod ovakve definicije sata, satni mehanizam nikada nije trebalo podešavati. No, s otkrićem da se zemljina rotacija postupno usporava (zbog međudjelovanja Zemlje s Mjesecom), odlučeno je da se i ova definicija napusti.

## Poveznice
- sekunda
- minuta
- dan
- godina